# Welterbe in Russland

Zum Welterbe in Russland gehören (Stand 2025) 33 UNESCO-Welterbestätten, darunter 22 Stätten des Weltkulturerbes und 11 Stätten des Weltnaturerbes. Darunter sind mit dem Struve-Bogen, der Kurischen Nehrung und den Daurischen Landschaften drei grenzüberschreitende oder transnationale Welterbestätten. Die Sowjetunion, deren Rechtsnachfolger Russland ist, hat die Welterbekonvention 1988 ratifiziert, die ersten drei Welterbestätten Russlands wurden 1990 in die Welterbeliste aufgenommen. Die bislang letzte Welterbestätte wurde 2024 in die Liste aufgenommen.

## Karten
| St. Petersburg |

| Holzkirchen von Kischi Pogost |

| Weliki Nowgorod |

| Kidekscha/Susdal |

| Wladimir |

| Sergijew Possad |

| Kreml von Kasan |

| Kloster Ferapontow |

| Jaroslawl |

| Bolgar |

| Solowezki-Inseln |

| Urwälder von Komi |

| Kurische Nehrung |

| S |

| S |

| Swijaschsk |

| Pskow |

| Felsbilder |

| Astronomisches Observatorium |

| Kulturlandschaft Kenosero-See |

| Schulgan-Tasch-Höhle |

| St. Petersburg |

| Holzkirchen von Kischi Pogost |

| Weliki Nowgorod |

| Kidekscha/Susdal |

| Wladimir |

| Sergijew Possad |

| Kreml von Kasan |

| Kloster Ferapontow |

| Jaroslawl |

| Bolgar |

| Solowezki-Inseln |

| Urwälder von Komi |

| Kurische Nehrung |

| S |

| S |

| Swijaschsk |

| Pskow |

| Felsbilder |

| Astronomisches Observatorium |

| Kulturlandschaft Kenosero-See |

| Schulgan-Tasch-Höhle |

| Baikalsee |

| Vulkanregion Kamtschatka |

| Altai-Gebirge |

| NSG Zentral-Sichote-Alin |

| Uws-Nuur-Becken |

| Wrangelinsel |

| Putorana-Gebirge |

| Lenafelsen |

| Daurische Landschaften |

| Westlicher Kaukasus |

| Derbent |

| Baikalsee |

| Vulkanregion Kamtschatka |

| Altai-Gebirge |

| NSG Zentral-Sichote-Alin |

| Uws-Nuur-Becken |

| Wrangelinsel |

| Putorana-Gebirge |

| Lenafelsen |

| Daurische Landschaften |

| Westlicher Kaukasus |

| Derbent |

## Welterbestätten
Die folgende Tabelle listet die UNESCO-Welterbestätten in Russland in chronologischer Reihenfolge nach dem Jahr ihrer Aufnahme in die Welterbeliste (K – Kulturerbe, N – Naturerbe, K/N – gemischt, (G) – auf der Liste des gefährdeten Welterbes).
| Bild                                                                 | Bezeichnung | Jahr       | Typ | Ref. | Beschreibung |
| -------------------------------------------------------------------- | --- | ---------- | --- | ---- | --- |
| (weitere Bilder)                                                     | Historisches Zentrum von Sankt Petersburg und zugehörige Monumente (Lage)                                            | 1990       | K   | 540  | Die Stadt Sankt Petersburg war vom 18. bis ins 20. Jahrhundert die Hauptstadt des Russischen Kaiserreiches, ist ein europaweit wichtiges Kulturzentrum und beherbergt den wichtigsten russischen Ostsee-Hafen. Zum Welterbe gehören u. a. Gattschina, Kronstadt, Lomonossow, Pawlowsk, Peterhof, Puschkin, Schlüsselburg. |
| (weitere Bilder)                                                     | Kizhi Pogost (Lage)                                                                                                  | 1990       | K   | 544  | Die im Jahre 1714 erbaute, 35 m hohe Verklärungskirche, die von 22 Zwiebeltürmen bekrönt und von 30.000 Schindeln aus Espenholz gedeckt wird, gilt als der kühnste erhaltene Holzbau Russlands, bei dem kein Nagel verwandt wurde. Insgesamt befinden sich heute ca. 60 historische Holzbauten aus Karelien und Nordrussland auf der Insel Kischi im Onegasee. |
| Moskauer Kreml                                                       | Kreml und Roter Platz, Moskau                                                                                        | 1990       | K   | 545  | Der Moskauer Kreml (Lage) ist der älteste Teil der russischen Hauptstadt Moskau und deren historischer Mittelpunkt. Es handelt sich dabei um eine ursprünglich im Mittelalter entstandene Burg, die ab Ende des 15. Jahrhunderts nach dem Muster einer Zitadelle neu errichtet wurde. Der Rote Platz (Lage) ist einer der ältesten und auf Grund seiner Größe, seiner geschichtlichen Bedeutung und der angrenzenden historischen Bauwerke der international berühmteste Platz in Moskau und einer der bekanntesten der Welt. |
| Historische Monumente von Nowgorod und Umgebung                      | Historische Monumente von Nowgorod und Umgebung                                                                      | 1992       | K   | 604  | Als eine der ältesten Städte Russlands feierte Weliki Nowgorod im September 2009 sein 1150-jähriges Bestehen. Im Mittelalter war Nowgorod Hauptstadt einer einflussreichen Handelsrepublik und bedeutender Mittler zwischen den Rus und dem Abendland, bevor es Teil des zentralisierten russischen Reichs wurde. Zu den bekanntesten Bauten der Altstadt von Nowgorod zählen der Nowgoroder Kreml und die Sophienkathedrale. |
| Kulturelles und historisches Ensemble auf den Solowetzky-Inseln      | Kulturelles und historisches Ensemble auf den Solowetzky-Inseln                                                      | 1992       | K   | 632  | Im 13. Jahrhundert siedelten sich Mönche auf den Solowezki-Inseln an und errichteten ein Kloster. Dieses wurde im 18. Jahrhundert von den russischen Zaren zu einer Festung und einem Staatsgefängnis ausgebaut, in dem über gut zweieinhalb Jahrhunderte überwiegend politische Gefangene inhaftiert wurden. |
| Weiße Monumente von Wladimir und Susdal                              | Weiße Monumente von Wladimir und Susdal                                                                              | 1992       | K   | 633  | Als Hauptstadt des Großfürstentums Wladimir-Susdal spielte die Stadt Wladimir in der russischen Geschichte eine bedeutende Rolle als ein wichtiges Kultur- und Machtzentrum vor der Mongolischen Invasion der Rus sowie als vorübergehender Sitz des Metropoliten der Russisch-Orthodoxen Kirche. Die Moskauer Großfürsten und Zaren führten in ihren Titeln noch mehrere Jahrhunderte lang Wladimir vor Moskau. |
| (weitere Bilder)                                                     | Architektonisches Ensemble des Klosters der heiligen Dreifaltigkeit und des heiligen Sergius in Sergiev Posad (Lage) | 1993       | K   | 657  | Das Dreifaltigkeitskloster von Sergijew Possad wurde um 1340 vom Heiligen Sergius von Radonesch gegründet und gilt seit Jahrhunderten als eines der bedeutendsten religiösen Zentren der russisch-orthodoxen Kirche. |
| Auferstehungskirche, Kolomenskoe                                     | Auferstehungskirche, Kolomenskoe                                                                                     | 1994       | K   | 634  | Als erste Steinkirche zeltartiger Form kennzeichnete die Christi-Himmelfahrts-Kirche in Kolomenskoje einen gewagten Bruch mit der in Russland bis dahin vorherrschenden byzantinischen Architekturtradition. |
| Urwälder von Komi                                                    | Urwälder von Komi | 1995       | N   | 719  | Mit einer Fläche von 32.800 km² sind die Urwälder von Komi das größte zusammenhängende Urwaldgebiet Europas. |
| (weitere Bilder)                                                     | Baikalsee (Lage) | 1996       | N   | 754  | Der Baikalsee ist mit 1642 Metern der tiefste und mit mehr als 25 Millionen Jahren der älteste Süßwassersee der Erde. |
| Vulkane von Kamtschatka                                              | Vulkane von Kamtschatka                                                                                              | 1996, 2001 | N   | 765  | Die Halbinsel Kamtschatka ist 1200 km lang und bis zu 450 km breit. Auf ihr befinden sich 29 aktive Vulkane (von mehr als 160 insgesamt) und viele Geysire. Jährlich brechen im Durchschnitt sechs der Vulkane aus. Die Welterbestätte umfasste ursprünglich fünf Naturschutzgebiete auf der Halbinsel und wurde 2001 um den Naturpark Kljutschewskoi erweitert. |
| Goldene Berge des Altai                                              | Goldene Berge des Altai (Lage)                                                                                       | 1998       | N   | 768  | Der Altai ist ein bis zu 4506 m hohes mittelasiatisches Hochgebirge. Das Gebirge ist durch die Schönheit seiner Landschaft und Flora (Naturschutzgebiet „Goldene Berge“) und die altaische Kultur ein Anziehungspunkt für Bergsteiger und Exkursionen. Das Welterbe umfasst drei getrennte Areale in dem Gebirge. |
| Westlicher Kaukasus                                                  | Westlicher Kaukasus                                                                                                  | 1999       | N   | 900  | umfasst sechs Naturschutzgebiete im Westteil des Kaukasus-Gebirges. |
| (weitere Bilder)                                                     | Historischer und architektonischer Komplex des Kremls von Kasan (Lage)                                               | 2000       | K   | 980  | Der Kasaner Kreml ist eine historische Zitadelle in Kasan, der Hauptstadt der russischen Republik Tatarstan. Er wurde nach der Einnahme Kasans durch die russischen Truppen Iwans IV. 1552 auf den Ruinen der ehemaligen Residenz des Khans von Kasan errichtet. Der Kasaner Kreml kombiniert heute Elemente der christlich-orthodoxen und der moslemischen Architektur. |
| Ensemble des Klosters Ferapontov                                     | Ensemble des Klosters Ferapontov                                                                                     | 2000       | K   | 982  | Das Kloster Ferapontow ist ein Wehrkloster in der russischen Oblast Wologda. Es ist eines der bedeutendsten Beispiele der russischen Kunst des Mittelalters. Es ist für seine Wand- und Deckenmalereien bekannt, die 1502 von Meister Dionisij geschaffen wurden. |
| Kurische Nehrung                                                     | Kurische Nehrung | 2000       | K   | 994  | grenzübergreifend mit Litauen |
| (weitere Bilder)                                                     | Bikin-Flusstal (Lage)                                                                                                | 2001, 2018 | N   | 766  | Der Sichote-Alin ist ein Hochgebirge im Fernen Osten Russlands. Wegen der Unzugänglichkeit und des ozeanischen Klimas gelten viele Gegenden des Gebirges als abwechslungsreiche Naturlandschaft. Durch Buchenurwälder streifen hier noch Bär, Wolf und der im Bestand bedrohte Sibirische Tiger. Die Welterbestätte wurde 2018 um das Flusstal des Bikin erweitert, ihre Fläche wurde dadurch nahezu vervierfacht. |
| Uvs-Nuur-Becken                                                      | Uvs-Nuur-Becken | 2003       | N   | 769  | Das grenzübergreifend in Russland und der Mongolei liegende Uws-Nuur-Becken umfasst mehrere verschiedene Ökosysteme, so z. B. die Schneefelder im Turgen-Gebirge, die Seen- und Steppengebiete, die Wüste von Altan Els. Das Uws-Nuur-Becken stellt die Grenze zwischen Sibirien und Zentralasien dar. Dort schwanken die Temperaturen zwischen −58 °C im Winter und 47 °C im Sommer. Trotz dieser rauen klimatischen Rahmenbedingungen sind in dieser Region 173 Vogelarten und 41 Säugetierarten heimisch. Der Uws Nuur bildet den Lebensraum für viele Wasservögel. In den Wüsten- und Bergregionen um den See leben seltene Tierarten wie die Mongolische Wüstenrennmaus, Schneeleopard, Wildschaf (Argali) und der Sibirische Steinbock. |
| Zitadelle, altertümliche Stadt und Festung von Derbent               | Zitadelle, altertümliche Stadt und Festung von Derbent                                                               | 2003       | K   | 1070 | Derbent ist durch diverse Kultureinflüsse geprägt. |
| (weitere Bilder)                                                     | Natürliches System des Wrangelinsel-Reservats                                                                        | 2004       | N   | 1023 | Die Landschaft auf der Wrangelinsel wird ausschließlich von der arktischen Tundra beherrscht; in den Höhenlagen finden sich unbewachsene Frostschuttwüsten. Wegen des Permafrosts und des nur geringen Wassergehalts im Boden können sich keine hohen Pflanzen wie zum Beispiel Bäume entwickeln. Daher herrschen Flechten, Moose, Mohne und Farne vor. Die Flora ist im Vergleich mit anderen arktischen Gebieten sehr artenreich. Mit 417 Pflanzenarten leben hier doppelt so viele Arten wie auf vergleichbaren Flächen und mehr als auf jeder anderen arktischen Insel. Die meisten dieser Pflanzen, die auf den Berghängen gedeihen, werden nur wenige Zentimeter hoch.                                                                  |
| Ensemble des Klosters Nowodewitschi                                  | Ensemble des Klosters Nowodewitschi                                                                                  | 2004       | K   | 1097 | Die architektonische Entwicklung des Neujungfrauenklosters vollzog sich zwischen dem 16. und dem 17. Jh. Vorherrschende Stilrichtung dieser Gebäude ist der sogenannte Moskauer Barock. Die fast quadratische Anlage wird umgeben von einer meterdicken Mauer, die auf jeder Seite von einem Tor unterbrochen wird. Das Schutzbedürfnis wird durch vier Ecktürme und weitere acht Türme im Verlauf der Mauer berücksichtigt. |
| Historisches Zentrum der Stadt Jaroslawl                             | Historisches Zentrum der Stadt Jaroslawl                                                                             | 2005       | K   | 1170 | Jaroslawl, das im September 2010 sein 1000-jähriges Bestehen feierte, gehört zu den ältesten Städten Zentralrusslands. Im Mittelalter war Jaroslawl die Hauptstadt eines Fürstentums, Anfang des 17. Jahrhunderts war es für einige Monate De-facto-Hauptstadt des russischen Zarentums, und vor der Gründung Sankt Petersburgs galt Jaroslawl als zweitgrößte russische Stadt. Die Altstadt verfügt über viele Kirchen aus dem 17. Jahrhundert, dem Ensemble des Erlöser-Verklärungs-Klosters sowie einem gut erhaltenen Straßennetz aus dem 18. und 19. Jahrhundert mit vorwiegend klassizistischen Profanbauten. |
| Struve-Bogen                                                         | Struve-Bogen | 2005       | K   | 1187 | Die transnationale Welterbestätte umfasst 34 besonders markierte geodätische Messpunkte entlang des nach dem Astronomen Wilhelm von Struve benannten Meridianbogens in Estland, Finnland, Lettland, Litauen, Moldawien, Norwegen, Russland, Schweden, der Ukraine und Belarus, welche in der ersten Hälfte des 19. Jahrhunderts zur genauen Bestimmung der Erdfigur in Nord- und Osteuropa errichtet wurden. In Russland gehören dazu zwei Messpunkte auf der Ostseeinsel Gogland. |
| Putorana-Plateau                                                     | Putorana-Plateau | 2010       | N   | 1234 | Das Putorana-Gebirge, aufgrund seiner plateauförmigen Berge auch Putorana-Plateau genannt, wird alljährlich von der größten wilden Rentierherde der Erde durchwandert. Etwa 500.000 Wildrentiere ziehen auf ihren Wanderungen durch das Gebiet und verbringen pro Jahr etwa fünf bis sechs Monate hier. Eine Besonderheit ist das Putorana-Schneeschaf (Ovis nivicola borealis), eine geographisch isolierte Unterart des Schneeschafs, die sich vor 15.000 Jahren von den Artgenossen des östlich gelegenen Hauptverbreitungsgebietes getrennt hat. |
| Naturpark Lenafelsen                                                 | Naturpark Lenafelsen                                                                                                 | 2012       | N   | 1299 | Die Lenafelsen sind eine natürliche Steinformation am Ufer des Flusses Lena. Die Felsen sind 150 bis 300 Meter hoch und erstrecken sich über 80 km. |
| Historischer und archäologischer Komplex Bolgar                      | Historischer und archäologischer Komplex Bolgar                                                                      | 2014       | K   | 981  | Bolgar war seit dem 10. Jahrhundert die Hauptburg des Stammesverbandes der Wolgabulgaren. Die archäologische Hinterlassenschaft auf dem Burgwall in Bolgar lässt für das 10.–12. Jahrhundert eine Burgstadt mit weitreichenden Fernhandelsverbindungen nach Ost und West sowie Niederlassungen von fremden Kaufleuten erkennen. |
| Daurische Landschaften                                               | Daurische Landschaften                                                                                               | 2017       | N   | 1448 | grenzüberschreitend mit der Mongolei |
| Mariä-Himmelfahrts-Kathedrale und -Kloster der Inselstadt Swijaschsk | Mariä-Himmelfahrts-Kathedrale und -Kloster der Inselstadt Swijaschsk                                                 | 2017       | K   | 1525 | Nominiert waren unter der Bezeichnung „Ensemble ehemaliger Stadtbauten von Swijaschsk“ etwa 60 Hektar des gesamten Stadtgebiets der Stadtinsel Swijaschsk (Ref. 1111), jedoch wurden nur 3,25 Hektar in das Welterbe aufgenommen. |
| (weitere Bilder)                                                     | Kirchen der Architekturschule von Pskow (Lage)                                                                       | 2019       | K   | 1523 | Pskow gilt als Geburtsort der Pskower Architekturschule. Zehn Kirchen bzw. Kathedralen in der alten Stadt im äußersten Westen Russlands stehen repräsentativ für den nachhaltigen Einfluss, den dieser Typ russisch-orthodoxer Kirche auf die folgende Sakralarchitektur haben sollte. Charakteristisch für diesen Baustil sind eigentümliche kubische Elemente, Kuppeln, Portale und Glockentürme ausgehend von der byzantinischen und Nowgoroder Tradition, zudem die Inklusion in die naturräumliche Umgebung durch Gärten, Grenzmauern und -zäunen. Dieser Stil reicht bis ins 12. Jahrhundert zurück und erreicht im 15. und 16. Jahrhundert seinen Höhepunkt.                                                                           |
| Petroglyphen am Onegasee                                             | Felsbilder am Onegasee und am Weißen Meer (Lage)                                                                     | 2021       | K   | 1654 | Am Onegasee und am Weißen Meer schufen Menschen der Kammkeramischen Kultur während der Jungsteinzeit insgesamt 4.500 Felsbilder an 33 unterschiedlichen Orten. |
| Astronomische Observatorien der Föderalen Universität Kazan          | Astronomische Observatorien der Föderalen Universität Kazan (Lage)                                                   | 2023       | K   | 1678 | Zum Welterbe gehören die zwei Astronomischen Observatorien KFU und Engelhard |
| Kulturlandschaft Kenosero-See                                        | Kulturlandschaft Kenosero-See (Lage)                                                                                 | 2024       | K   | 1688 | Die bäuerliche Kulturlandschaft von Kenosero mit seinen hölzernen Baudenkmälern bildete sich vom 12. bis 16. Jahrhundert heraus. Das Gebiet des Vorschlags im nordwestrussischen Oblast Archangelsk umfasst auch den 1991 eingerichteten Kenosero-Nationalpark, der seit 2004 als UNESCO-Biosphärenreservat anerkannt ist. Die Nominierung umfasste auch die Eintragung als Naturerbe. Erfülltes Kriterium für Weltkulturerbe: iii. |
| Felsmalereien der Schulgan-Tasch-Höhle                               | Felsmalereien der Schulgan-Tasch-Höhle                                                                               | 2025       | K   | 1743 | Etwa 20.000 Jahre alte Felsmalereien. Dargestellt sind unter anderem Tiere, aber auch menschenähnliche Darstellungen und geometrische Formen. Erfülltes Kriterium für Weltkulturerbe: iii. |

## Tentativliste
In der Tentativliste sind die Stätten eingetragen, die für eine Nominierung zur Aufnahme in die Welterbeliste vorgesehen sind.

### Aktuelle Welterbekandidaten
Mit Stand 2025 sind 31 Stätten in der Tentativliste von Russland eingetragen, die letzte Eintragung erfolgte im November 2024.
Die folgende Tabelle listet die Stätten in chronologischer Reihenfolge nach dem Jahr ihrer Aufnahme in die Tentativliste.
| Bild | Bezeichnung | Jahr | Typ | Ref. | Beschreibung |
| --- | --- | ---- | --- | ---- | --- |
| Historisches und kulturelles Dscheirach-Assa Reservat                                                                 | Historisches und kulturelles Dscheirach-Assa Reservat                                                                 | 1996 | K   | 569  | 18 Siedlungen mit einigen Strukturen aus der Bronzezeit in den Gebirgstälern der Flüsse Armhi und Assa bei Dscheirach in Inguschetien                                                                                                 |
| (weitere Bilder) | Historisches Zentrum von Irkutsk (Lage)                                                                               | 1998 | K   | 1166 | |
| (weitere Bilder) | Der Kreml von Rostow (Lage)                                                                                           | 1998 | K   | 1185 | |
| (weitere Bilder) | Historisches Zentrum von Jenisseisk (Lage)                                                                            | 2000 | K   | 1460 | |
| Petroglyphen von Sikachi-Alyan                                                                                        | Petroglyphen von Sikachi-Alyan                                                                                        | 2003 | K   | 1787 | |
| (weitere Bilder) | Die Kommandeurinseln (Komandorski-Naturreservat) (Lage)                                                               | 2005 | N   | 1997 | Der Archipel der Kommandeurinseln umfasst 15 Inseln unterschiedlicher Größe, von 0,5 km2 bis 1667 km2, und ist aufgrund seines Artenreichtums besonders schutzwürdig.                                                                 |
| Magadaner Naturreservat                                                                                               | Magadaner Naturreservat                                                                                               | 2005 | N   | 1998 | Der Vorschlag umfasst vier Gruppen von Teilgebieten im ostsibirischen Oblast Magadan. |
| Krasnojarsker Säulen                                                                                                  | Krasnojarsker Säulen                                                                                                  | 2007 | N   | 5113 | Der Naturpark Krasnojarsker Säulen südlich von Krasnojarsk ist bekannt für die namengebenden, bis zu 100 m hohen Felsformationen. |
| | Die Wassjuganje-Sumpflandschaft                                                                                       | 2007 | N   | 5114 | |
| Ensemble des Astrachaner Kremls                                                                                       | Ensemble des Astrachaner Kremls                                                                                       | 2008 | K   | 5368 | |
| Ilmengebirge | Ilmengebirge | 2008 | N   | 5388 | Das Ilmengebirge ist ein Gebirgszug im südlichen Ural und zeichnet sich durch einen besonderen Reichtum an verschiedensten Mineralen aus.                                                                                             |
| Die archäologische Stätte von Tanais                                                                                  | Die archäologische Stätte von Tanais (Lage)                                                                           | 2009 | K   | 5422 | Die Stadt Tanias an der Mündung des gleichnamigen Flusses, dem heutigen Don, in das Asowsche Meer war eine griechische Gründung zu Beginn des 3. Jahrhunderts v. Chr. und entwickelte sich schnell zu einem bedeutenden Handelsplatz. |
| Baschkirischer Ural                                                                                                   | Baschkirischer Ural                                                                                                   | 2012 | K/N | 5666 | Der Vorschlag umfasst 450 km2 im westlichen Anstieg zum südlichen Ural in der Republik Baschkortostan und beinhaltet unter anderem das Naturreservat und Höhlensystem von Schulgan-Tasch mit steinzeitlichen Höhlenmalereien.         |
| Urwälder von Komi (Erweiterung)                                                                                       | Urwälder von Komi (Erweiterung)                                                                                       | 2014 | N   | 5925 | Ziel der Erweiterung ist es das Gebiet des Welterbe Urwälder von Komi (Ref. 719) mit den inzwischen vergrößerten Schutzgebieten Nationalpark Jugyd Wa und Petschora-Ilytsch-Naturreservat wieder in Einklang zu bringen.              |
| Westlicher Kaukasus (Erweiterung)                                                                                     | Westlicher Kaukasus (Erweiterung)                                                                                     | 2014 | N   | 5926 | geplante Erweiterung der Welterbestätte „Westlicher Kaukasus“ (Ref. 900), beinhaltet den Vorschlag „Teberdinski-Reservat“ von 2004.                                                                                                   |
| Denkmalkomplex „Für die Helden der Schlacht von Stalingrad“ auf dem Mamajew-Hügel                                     | Denkmalkomplex „Für die Helden der Schlacht von Stalingrad“ auf dem Mamajew-Hügel                                     | 2014 | K   | 5936 | Stätte ist für 2027 nominiert. |
| Oglachty-Gebirge | Oglachty-Gebirge | 2016 | K/N | 6165 | |
| Historisches Zentrum von Gorochowez                                                                                   | Historisches Zentrum von Gorochowez                                                                                   | 2017 | K   | 6202 | |
| Schätze der Pasyryk-Kultur                                                                                            | Schätze der Pasyryk-Kultur                                                                                            | 2018 | K   | 6283 | Der Vorschlag umfasst mehrere Gruppen von Kurganen und Petroglyphen der Pasyryk-Kultur im Altai. |
| Verklärungskathedrale des Erlösers mit mittelalterlicher Überresten der Stadtmauer von Pereslawl-Salesski (1152–1157) | Verklärungskathedrale des Erlösers mit mittelalterlicher Überresten der Stadtmauer von Pereslawl-Salesski (1152–1157) | 2019 | K   | 6427 | |
| Dorf Wjatskoje | Dorf Wjatskoje (Lage)                                                                                                 | 2019 | K   | 6441 | |
| Erbe der Tschuktschen - Arktische Marine Jäger                                                                        | Erbe der Tschuktschen - Arktische Marine Jäger (Lage)                                                                 | 2019 | K   | 6440 | Naukan Siedlung, Ekven Friedhof und Siedlung, historischer und kultureller Komplex von Nunak |
| Historischer und kultureller Komplex von Diwnogorye                                                                   | Historischer und kultureller Komplex von Diwnogorye (Lage)                                                            | 2020 | K   | 6484 | Stätte ist für 2027 nominiert. |
| Nationalpark Kytalyk                                                                                                  | Nationalpark Kytalyk (Lage)                                                                                           | 2021 | N   | 6520 | |
| | Tal der Könige von Tuva                                                                                               | 2021 | K   | 6583 | |
| Denissowa-Höhle | Denissowa-Höhle | 2022 | K   | 6625 | Fundort des Denisova-Menschen aus der Altsteinzeit. Stätte ist für 2028 nominiert. |
| Bashkir Shikhans: Toratau, Yuraktau und Kushtau                                                                       | Bashkir Shikhans: Toratau, Yuraktau und Kushtau                                                                       | 2022 | N   | 6626 | Stätte ist für 2026 nominiert. |
| Historischer Ortskern von Torschok und von Nikolay Lvov geplante Landgüter                                            | Historischer Ortskern von Torschok und von Nikolay Lvov geplante Landgüter                                            | 2023 | K   | 6646 | |
| | Der Komplex der Voskresensky Kupferhütte                                                                              | 2023 | K   | 6648 | |
| Denkmäler für die Helden des Großen Patriotischen Krieges: Festung Brest und Mamajew-Kurgan (Russland)                | Denkmäler für die Helden des Großen Patriotischen Krieges: Festung Brest und Mamajew-Kurgan (Russland)                | 2024 | K   | 6776 | Gemeinsamer Vorschlag mit Belarus. Der Mamajew-Kurgan steht bereits seit 2014 auf der Tentativliste. |
| Komplex und Strukturen der Tsoi-Pede Nekropole                                                                        | Komplex und Strukturen der Tsoi-Pede Nekropole                                                                        | 2024 | K   | 6780 | |

### Ehemalige Welterbekandidaten
Diese Stätten standen früher auf der Tentativliste, wurden jedoch wieder zurückgezogen oder von der UNESCO abgelehnt. Stätten, die in anderen Einträgen auf der Tentativliste enthalten oder Bestandteile von Welterbestätten sind, werden hier nicht berücksichtigt.
| Bild                                                                                        | Bezeichnung                                                                                 | Jahr      | Typ | Ref. | Beschreibung |
| ------------------------------------------------------------------------------------------- | ------------------------------------------------------------------------------------------- | --------- | --- | ---- | --- |
| Die Quellen des großen Ob                                                                   | Die Quellen des großen Ob (Lage)                                                            | 1995–1996 | N   | 768  | Der Vorschlag umfasste 65.000 km2 unberührter Bergtaiga, Gletscher und den Telezkoje-See im Einzugsbereichs der Quellflüsse des Ob im zentralsibirischen Altai. Eine Auswahl wurde 1998 in das Welterbe aufgenommen (Goldene Berge des Altai, Ref. 768). |
| Wodlosero-Nationalpark                                                                      | Wodlosero-Nationalpark (Lage)                                                               | 1996–2014 | N   | 578  | Nationalpark am See Wodlosero |
| Architektonischer und historische Komplex „Heim des Grafen Nikolai Petrowitsch Scheremetew“ | Architektonischer und historische Komplex „Heim des Grafen Nikolai Petrowitsch Scheremetew“ | 1996–2016 | K   | 571  | Von Graf Nikolai Petrowitsch Scheremetew gestiftetes Armen- und Krankenhaus in Moskau |
| BW                                                                                          | Walaam-Archipel (Lage)                                                                      | 1996–2016 | N   | 572  | |
| (weitere Bilder)                                                                            | Christ-Erlöser-Kathedrale (Lage)                                                            | 1998–2016 | K   | 1168 | |
| Ensemble ehemaliger Stadtbauten von Swijaschsk                                              | Ensemble ehemaliger Stadtbauten von Swijaschsk                                              | 1998–2017 | K   | 1111 | Der Vorschlag umfasste ursprünglich ein Gebiet von 62 Hektar. Jedoch nur ein Gebiet von 3,25 Hektar mit dem Mariä-Himmelfahrts-Kloster und der Mariä-Himmelfahrts-Kathedrale wurde 2017 in das Welterbe aufgenommen (Ref. 1525).                         |
| (weitere Bilder)                                                                            | Eisenbahnbrücke über den Jenissei (Lage)                                                    | 2000–2014 | K   | 1459 | Die Eisenbahnbrücke Krasnojarsk ist eine Eisenbahnbrücke über den Jenissei in der Nähe der Stadt Krasnojarsk. Sie wurde in den Jahren 1895 bis 1899 für die Transsibirische Eisenbahn erbaut und war die erste Brücke über den Jenissei.                 |
| Dimitri-Blut-Kirche                                                                         | Dimitri-Blut-Kirche                                                                         | 2001–2016 | K   | 1518 | Die Dimitri-Blut-Kirche in Uglitsch wurde 1692 in Erinnerung an den 1591 in der Stadt unter ungeklärten Umständen ums Leben gekommenen Zarewitsch Dmitri Iwanowitsch, den Sohn Iwans des Schrecklichen, errichtet.                                       |
| (weitere Bilder)                                                                            | Teberda-Naturreservat                                                                       | 2004–2008 | N   | 1862 | geplante Erweiterung der Welterbestätte Westlicher Kaukasus |
| Russische Kreml                                                                             | Russische Kreml                                                                             | 2010–2016 | K   | 5517 | umfasste den Astrachaner Kreml, den Uglitscher Kreml und den Pskower Kreml |
| Architektur- und Park-Ensemble „Ismailowo, Landsitz des Zaren“                              | Architektur- und Park-Ensemble „Ismailowo, Landsitz des Zaren“                              | 2011–2016 | K   | 5622 | |